# Cantó de Pointe-à-Pitre-1
El cantó de Pointe-à-Pitre-1 és una divisió administrativa francesa situat al departament de Guadalupe a la regió de Guadalupe.

## Composició
El cantó comprèn part de la comuna de Pointe-à-Pitre.

## Administració
| Període                                  | Identitat      | Partit | Qualitat |
| ---------------------------------------- | -------------- | ------ | -------- |
| 2004-                                    | Jacques Bangou | PPDG   |          |
| Les dades anteriors no són pas conegudes |                |        |          |